# Wally Dressel
Wally Dressel (Magdeburg, Saxònia-Anhalt, 3 de juny de 1893 – Magdeburg, 10 de juny de 1940) va ser una nedadora alemanya que va competir a començaments del segle xx.
El 1912 va prendre part en els Jocs Olímpics d'Estocolm, on disputà dues proves del programa de natació. En la prova dels 100 metres lliures quedà eliminada en semifinals, mentre en la prova dels relleus 4x100 metres lliures guanyà la medalla de plata conjuntament amb les seves companyes d'equip Louise Otto, Hermine Stindt i Grete Rosenberg.
Abans, el 1910 i 1911, havia guanyat el campionat nacional dels 100 metres lliures.